# Холмськ (локомотивне депо)
47°04′15″ пн. ш. 142°03′17″ сх. д. / 47.07088° пн. ш. 142.05484° сх. д.
Локомотивне депо Холмськ (ТЧ-2) — підприємство залізничного транспорту в місті Холмськ Сахалінської області, Росія. 
Входить до складу залізничної станції Холмськ-Північний Сахалінського регіону Далекосхідної залізниці. 
Депо займається експлуатацією тягового рухомого складу та обслуговуванням залізничної колії ПЧ-33 від станції Шахта-Сахалінська до станції Арсентьєвка.

## Історія
Депо розпочало свою роботу в 1926 році, коли разом зі станцією Кіта-Маока було збудовано віялову будівлю та поворотне коло. 
За радянських часів було збудовано сучасну двостійкову будівлю прямокутної форми. 
На початку 1980-х років вступив у дію пункт промивання вагонів.
У жовтні 2014 року японське депо віялового типу демонтовано.

## Тягові плечі
- Вантажний рух: Шахта-Сахалінська  — Холмськ-Північний  — Арсентьєвка
- Пасажирський рух: Ніколайчук — Холмськ-Північний — Чехов-Сахалінський — Томарі

## Рухомий склад у 2010-х роках
До депо Холмськ, станом на 2001 рік, приписано 36 тепловозів (з 87 тепловозів , що становить склад Сахалінської залізниці): ТГ16 (14 од.), ТГ21 (1 од.), ТГ22 (1 од.), ТГМ7 (7 од. .), ТГМ11 (2 од.), ТГМ11А (10 од.) — виробництва Людинівського машинобудівного заводу. 
Крім того, тут є один із небагатьох на Сахалінській залізниці «традиційних» вузькоколійних тепловозів виробництва Камбарського машинобудівного заводу — ТУ8Г-0022
. 
На станції Холмськ-Північний базується відновлювальний поїзд, у складі якого входить кран на залізничному ходу, дві платформи з тягачами (один із тягачів зроблений на базі танка та оснащений плугом) та кілька старих японських вагонів для перевезення робочих бригад. 
У колійній частині станції Холмськ знаходиться кілька видів снігоприбиральної техніки, у тому числі: японський «Вазима», радянський СМ2, дрезини, автомотріси та тепловоз ТУ8Г. 
Деякі дрезини обладнані збільшеними саморобними кабінами для перевезення людей 
.

## Рухомий склад
Після перешивання на 1520 мм депо працюють тепловози 2М62 і ТЕМ18 Д.

## Портове депо
У порту є для материкових тепловозів невеликий двостійковий корпус на чотири локомотиви. 
В одному з його стійл покладено суміщену колію для заходу ширококолійних машин. 
Тут діє пункт перестановки вагонів на 4 вагони. 
Він займається перестановкою візків вагонів, що прибувають по поромній переправі Ваніно — Холмськ, з колії 1520 мм на колію 1067 мм, яка зберігається на Сахаліні з часів Карафуто.